# Lavras do Sul

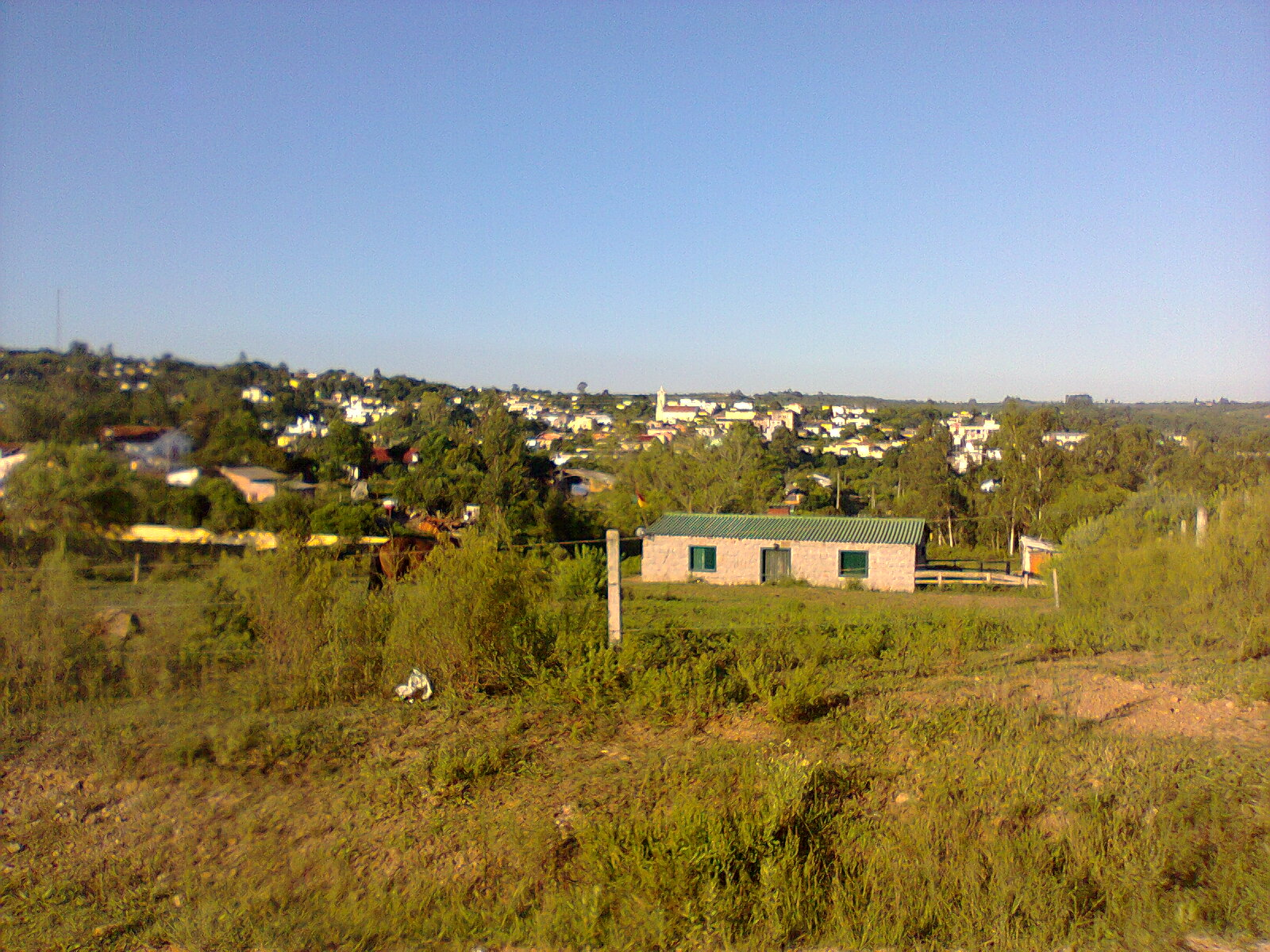

Lavras do Sul é um município brasileiro do estado do Rio Grande do Sul.
É um município que conta com as águas do rio Camaquã. Faz divisa territorial com os municípios de Caçapava do Sul (L, NE), Bagé (SE), Dom Pedrito (O, S, SO), São Gabriel (N, NO) e Vila Nova do Sul, Santa Margarida do Sul e São Sepé (N).
Localiza-se no Escudo Sul-Rio-grandense, apresentando um solo rochoso, de origem pré-cambriana, e rochas sedimentares. Apresenta terras que alcançam os 450 metros acima do nível do oceano.
O território do município apresenta um divisor de águas entre as bacias do Rio Camaquã (que integra o sistema hidrográfico do Atlântico Sul ou Sudeste) e do Rio Santa Maria (integrante da Bacia do Rio Uruguai). O Arroio Camaquã das Lavras banha a sede municipal.
Apresenta vegetação variada ao longo de seu território, desde campos mistos com arbustos, até campos limpos e planícies onde se praticam a cultura do arroz, já na porção oeste do município, na divisa com Dom Pedrito.
Lavras do Sul possui 7.480 habitantes, segundo estimativas do IBGE em 2019 e está distante 320 km da capital gaúcha, Porto Alegre. As principais atividades econômicas do município são a mineração (que está praticamente desativada), a agropecuária, a agroindústria, o artesanato, o comércio e o turismo.
Possui um dos mais tradicionais carnavais do interior gaúcho, além de realizar diversos eventos o ano todo.

## História
No fim do século XVIII já havia garimpagem na região. A tradição oral conta que nos primórdios da mineração foi descoberta uma grande pepita de ouro com o formato da imagem de Santo Antônio, num remanso do arroio Camaquã, que hoje banha a cidade. Por essa razão aquela garimpagem recebeu o nome de Santo Antônio das Lavras ficando como padroeiro da localidade o milagroso santo.
Segundo a lenda, um garimpeiro teria achado uma pepita grande de ouro com o formato da imagem de Santo Antônio, as margens do arroio Camaquã das Lavras. Espalhada a notícia, muitos aventureiros perceberam a semelhança do solo local com as terras de Mato Grosso e Minas Gerais. Em 1796, a primeira descoberta de ouro em Lavras aconteceu, dando origem ao início da colonização do município e a exploração da mineração aurífera. Há registros de que o ouro do território onde hoje localiza-se o município foi explorado por europeus e canadenses. Embora o povoamento tenha se estabelecido em 1825, além dos ingleses e canadenses, belgas, espanhóis, portugueses, índios e bandeirantes paulistas já estavam na região, atraídos pela quantidade de ouro existente, sendo estes os principais colonizadores da cidade.
As disputas pelas terras conquistadas por Portugal e Espanha originaram tratados de limites como os de Madrid e de Santo Ildefonso que tiveram suas linhas determinadas em documentos e posteriormente demarcadas, pois a linha do Tratado de Santo Ildefonso curiosamente faz uma curva sobre o território do município e as linhas dos dois tratados unem-se justamente sobre o território de Lavras, formando assim um vértice histórico.
Sua fundação ocorreu a 9 de maio de 1882, separando-se de Caçapava do Sul e Bagé.
Lavras do Sul é o único município gaúcho com origem na extração de ouro, através de um acampamento mineiro situado às margens do arroio Camaquã da Lavras (um dos formadores do rio Camaquã, que desemboca na Laguna dos Patos) para a exploração das pepitas de ouro depositadas no leito do rio; antes disso, no entanto, há registros de que o ouro do território, onde hoje é o município, foi explorado por portugueses e espanhóis. Em função da descoberta e da busca de ouro, a região atraiu colonizadores portugueses, belgas e espanhóis no final do século XVIII. Com a exploração do mineral, formou-se um núcleo populacional, que deu origem a cidade, desmembrada originalmente das terras de Rio Grande e Rio Pardo. Emancipou-se de Caçapava do Sul em 9 de maio de 1882.
O nome do município deriva da divisão de glebas (lotes, terrenos) destinadas à mineração (lavra) do ouro. Ao nome "lavras" adicionou-se a expressão "do Sul", por já existir um município denominado Lavras, em Minas Gerais.

## Geografia

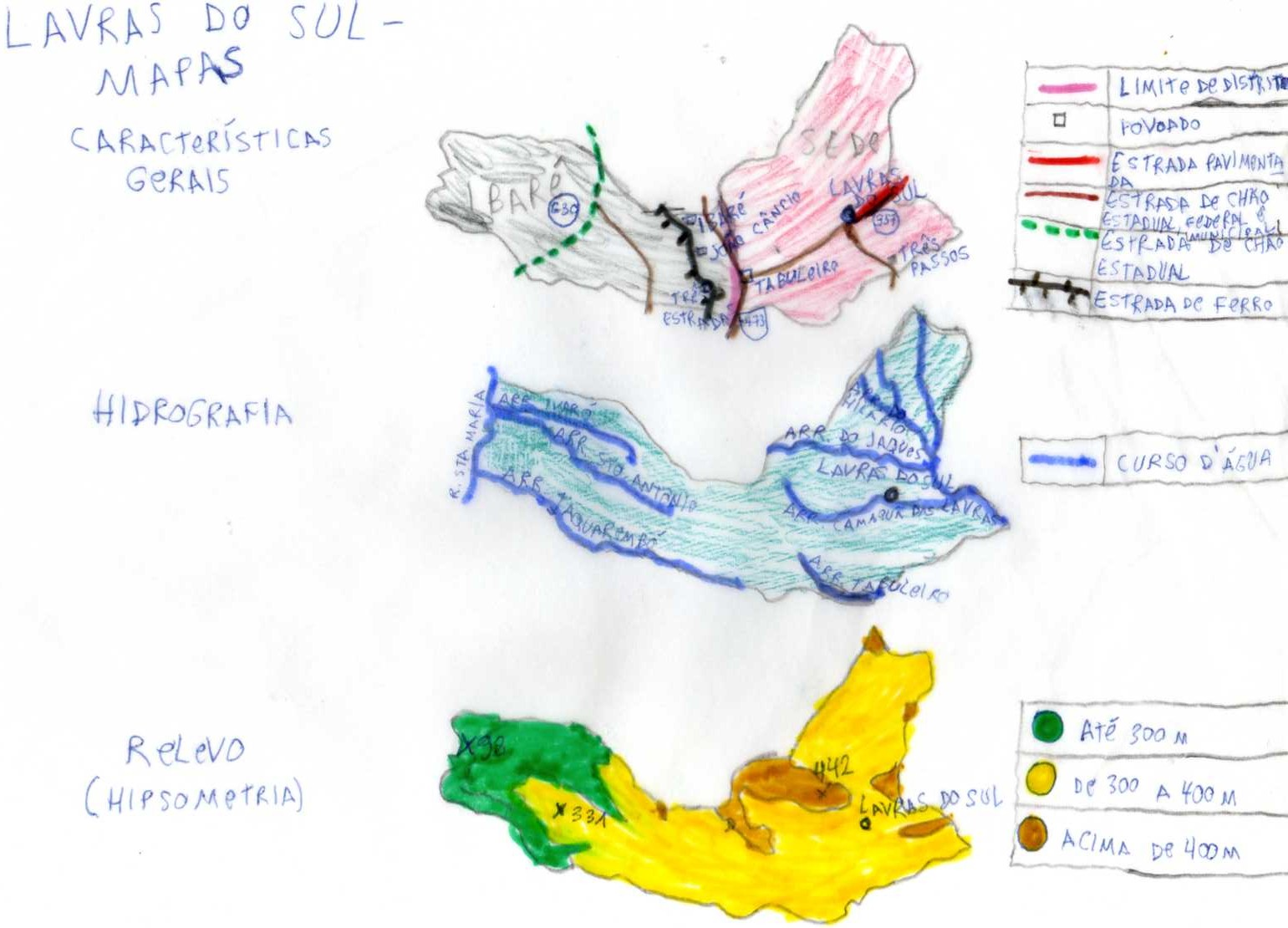
Mapas de Lavras do Sul, elaborados por estudante do Ensino Médio, em sala de aula (abril de 2007)

Lavras do Sul pode ser inserida, no que diz respeito à sua classificação regional (e para fins de localização), em diversas denominações: Alto Camaquã (microrregião da qual fazia parte nos anos 1980, segundo o IBGE), Sudoeste Rio-Grandense, Serra do Sudeste, Região Central, Pampa, Região da Campanha, Fronteira e Campanha Meridional (esta última é a atual classificação do IBGE).
Está distante da Capital gaúcha, Porto Alegre, 320 km (pela via rodoviária mais curta, BR-290, BR-392 e RS-357); em linha reta, situa-se a 290 km.

### Superfície
Lavras do Sul é o 22° maior município gaúcho em área, com cerca de 2.600 km². Divide-se em dois distritos: Sede, com 1.260 km², e Ibaré, com 1.340 km². Apresenta uma extensão dos extremos leste/oeste de mais de 140 km.
A superfície do município de Lavras corresponde a 0,9669% do Estado, 0,4613% da Região Sul do Brasil e 0,0306% do território brasileiro.
Há no município a ocorrência de uma grande variedade de rochas, tanto ígneas (ou magmáticas; de origem vulcânica ou do interior da terra), quanto sedimentares (de origem de processos de decomposição de outras rochas) ou metamórficas (de origem em processos de transformação de rochas), dando-lhe a condição de uma região rica em recursos minerais. Podem ser encontradas rochas, como granitos gigantes, mármores, quartzos, basaltos, arenitos, entre outras.
A região de Lavras está situada numa das fronteiras do Escudo Sul-Rio-grandense, na porção sudeste do RS, cujas rochas são de origem pré-cambriana, ou seja, do início da formação geológica da Terra. Muitos pesquisadores e geólogos brasileiros e estrangeiros vêm a Lavras para conferir de perto as riquezas minerais, além de realizar estudos, trabalhos de campo e análise da geologia de Lavras, que se diferencia da do resto do Estado por sua diversidade e riqueza mineral.
Embora se afirme que o ouro de Lavras se esgotou, alguns estudos e pesquisas constataram que no interior do município e abaixo do solo existem jazidas com ótimo potencial para exploração.
Lavras do Sul e Caçapava do Sul são as cidades mais importantes da Bacia do Neo-proterozóico, que compreende várias localidades do centro-sul do Estado. Nesta área, há a ocorrência de depósitos de minerais oriundos de formações vulcânicas e sedimentares da formação inicial da Terra, como cobre, ouro, zinco, prata e chumbo, sendo uma das regiões de maior concentração de minerais do Estado. Embora grandes quantidades de minérios já tenham sido extraídas ou esgotadas das minas dessa região, há, no subsolo, indícios, muitas vezes concretos, de novas jazidas minerais nos municípios e povoados integrantes dessa área.
A respeito das formações rochosas encontradas, não só em Lavras do Sul, como também no entorno do Município, podemos citar os exemplos do Granito Jaguari (formado há 507 milhões de anos) e o núcleo do Complexo Granítico de Lavras do Sul (de origem de 640 milhões de anos).
A vegetação é mais densa na porção leste e típica da Campanha na porção oeste. Podemos encontrar espécies variadas de plantas no território lavrense, desde as típicas da Campanha (com os capões de mato) até espécies que são residuais de outros biomas brasileiros (como os pinheiros e o cactus). No extremo oeste do município, podemos encontrar áreas de banhado e lavouras de arroz.
Os principais rios são o arroio Camaquã das Lavras (que banha a sede municipal, e juntamente com os arroios do Jacques e do Hilário, formam o rio Camaquã), arroio Ivaró e arroio Santo Antônio, que desembocam no Rio Santa Maria, que banha uma pequena porção no extremo oeste do município, na divisa com Dom Pedrito.
O interior de Lavras do do Sul é um divisor natural de águas entre as sub-bacias dos rios Camaquã (Bacia do Atlântico Sudeste) e Santa Maria (Bacia do Rio Uruguai).
Outros exemplos de arroios encontrados em Lavras são: Tigres, Jaguari, Taquarembó (Bacia do Santa Maria); Maricá, Imbicuí, da Mantiqueira, Camaquã-Chico, América (Bacia do Camaquã).
O clima é subtropical úmido, com as quatro estações do ano bem definidas, verões e invernos bem rigorosos (no verão, as temperaturas podem chegar a 30 °C, e no inverno, as médias são de 6 °C a 12 °C, podendo chegar facilmente a 0 °C, com grande ocorrência de geadas). As chuvas são regularmente distribuídas o ano todo, embora possam ocorrer eventualmente períodos de estiagem.
O interior do município de Lavras possui belas paisagens e lugares de grande beleza (como o Rincão do Inferno), além de diversos Hotéis-Fazenda, como a Fazenda do Sobrado, a Fazenda Pousada Serro Formoso, a Fazenda São Crispim e a Fazenda Quero-Quero, onde os turistas que lá visitam conhecem um pouco mais dos costumes da vida típica do campo, dentro de uma estrutura de uma típica fazenda do Pampa Gaúcho, a chamada estância.
Há grandes propriedades rurais ao longo do município, que executam atividades que vão desde a condução do gado de um local a outro (lidas), até a produção de doces típicos, como figada, marmelada e pessegada, além, é claro, da carne de ovelha e dos churrascos típicos, assados na vala. Outra peculiaridade das estâncias é a hospitalidade de seus moradores para com os visitantes.
Os costumes gaúchos são fortemente difundidos e preservados, como, por exemplo, nos trajes típicos dos peões (botas, bombachas), no andar a cavalo, nas comidas típicas, no sotaque, na hora da sesta após o almoço, no uso de fogão a lenha, no hábito de beber chimarrão etc.).
A fauna de Lavras do Sul é bem diversificada, típica da região da Campanha Gaúcha. Além de uma grande quantidade de cães e gatos, podemos encontrar, dentro na zona urbana, animais como lebres, caturritas, sabiás, urubus, pica-paus, quero-queros, beija-flores, flamingos, rãs, sapos, escorpiões, cobras, aranhas, lagartos, corujas, bois, vacas, cavalos e diversas espécies de insetos (que podem ser vistos no verão, nas paredes das casas, com as luzes ligadas). Na zona rural, além desses animais anteriormente citados, podemos avistar exemplares de ovelha, cabra, touro, coelho, codorna, galinha, rã, cabra, maçanico (espécie de ave), papagaio, mulita (tatu), tartaruga, ema, veado, zorro (raposa), zorrilho (gambá), corvo, preá e peixes (carpas, tilápias), entre outros animais. Assim como em outros municípios das Serras do Sudeste, são encontradas espécies animais ameaçadas de extinção, tais como o papagaio-charão, o gato-mourisco, o bugio e o tamanduá-mirim.

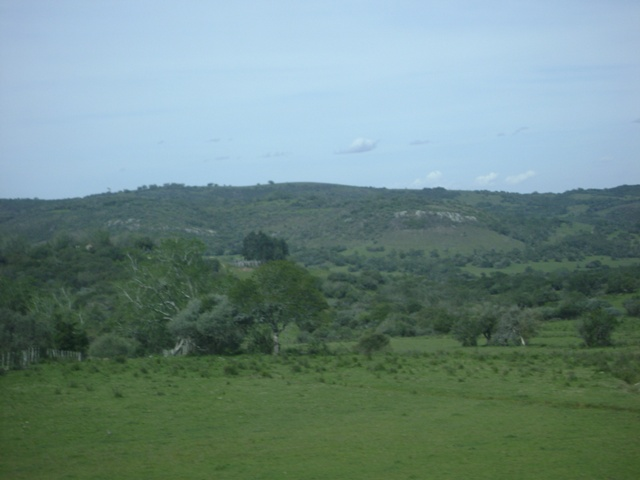
Morros no interior de Lavras do Sul

## Demografia
Lavras do Sul, segundo dados do IBGE (publicados no jornal Zero Hora, em 2007), é o 196º município gaúcho em número de habitantes.
Os principais grupos étnicos formadores da população lavrense são: franceses, bascos, portugueses, ingleses, espanhóis, uruguaios, argentinos e negros.
A população de Lavras representa cerca de 0,08% da população total do Rio Grande do Sul.(PNUD, 2001)

## Economia
As principais atividades econômicas de Lavras do Sul são a pecuária (ovinos e bovinos, para extração de couro e abate), comércio e serviços (mais de 200 estabelecimentos comerciais) e o turismo, praticado em pequena escala. A agricultura possui considerável importância, principalmente no que diz respeito ao plantio de soja e arroz. Existem, ainda, focos de fruticultura, em sua maioria em pequena escala.
Há décadas a mineração deixou de ser explorada, muito embora existam pesquisas indicando grandes jazidas de minério, como calcário e talco, localizadas no interior do município.
No que diz respeito à produção industrial, Lavras do Sul sofre com as dificuldades inerentes à metade sul do estado do Rio Grande do Sul. Há escassez de recursos enviados pelos governos federal e estadual, o que dificulta qualquer empreendimento na região. Atualmente, não há nenhuma indústria em atividade no município.

### Setor primário
A pecuária e a agricultura lavrenses caracterizam-se por serem atividades com amplo espaço e potencial para desenvolvimento.
Os bovinos e ovinos fazem Lavras abrigar um dos dez maiores rebanhos do RS nestas categorias de animais.
A agricultura, até então pouco desenvolvida, começa a tomar forma nos últimos anos, com a introdução dos cultivos de azeitona, frutas e da ampliação das plantações de trigo. Os banhados e terrenos planos do extremo oeste lavrense facilitam a lavoura de arroz.
Lavras do Sul tem cerca de 1 400 propriedades rurais em seu território. Não há significativos conflitos por posses de terras no Município.

### Pecuária
Lista dos rebanhos pecuários e seus respectivos números de cabeças em Lavras do Sul (fonte: IBGE, 2005)
- Bovinos: 322905
- Ovinos: 143843
- Equinos: 7718
- Bubalinos: 2869
- Suínos: 1119
- Caprinos: 93
- Muares: 67
- Galos, frangas, frangos e pintos: 11386
- Galinhas: 18914
- Codornas: 146
- Coelhos: 93

Produção de Leite, lã e ovos de galinha (1997)
- Leite: 288 mil litros (valor da produção: R$ 63.434,00)
- Lã: 216,4 mil quilos (valor da produção: R$ 432.844,00)
- Ovos de galinha: 225 mil dúzias (valor da produção: R$ 225.388,00)

No que diz respeito à estrutura fundiária (ou seja, a distribuição da extensão dos estabelecimentos rurais), Lavras possui 70% das propriedades rurais com mais de 500 hectares. Outros municípios da região, como Bagé e Dom Pedrito também possuem esses índices. Nas propriedades rurais do interior do município, desenvolve-se predominantemente a criação extensiva de ovinos e bovinos, para a extração de carne, couro e lã.
O município realiza constantes feiras de terneiros na primavera e no outono, e seu Sindicato Rural, localizado a cinco minutos do centro da cidade, na saída para o Ibaré, é modelo e referência na região da Campanha.

### Agricultura
A agricultura é relativamente significativa no município, porém atende muito mais ao mercado interno do que à agroindústria e à exportação. Os principais cultivos são o arroz, a soja, o milho, o trigo e o amendoim. Existem, ainda, focos de fruticultura, na sua maioria em pequena escala, onde são praticadas culturas como pêssego, uva, laranja e figo. As plantações predominam no Segundo Distrito (Ibaré).
Lista da produção agrícola em Lavras do Sul (fonte: IBGE, 2005)
- Amendoim (em casca): 20 toneladas
- Arroz (em casca): 20 762 toneladas
- Aveia (em grão): 120 toneladas
- Batata-doce: 12 toneladas
- Batata-inglesa: 4 toneladas
- Cebola: 40 toneladas
- Cevada (em grão): 42 toneladas
- Feijão (em grão): 45 toneladas
- Figo: 30 toneladas
- Laranja: 325 toneladas
- Limão: 22 toneladas
- Maçã: 4 toneladas
- Mandioca: 140 toneladas
- Melancia: 92 toneladas
- Melão: 12 toneladas
- Milho (em grão): 454 toneladas
- Pêra: 20 toneladas
- Pêssego: 99 toneladas
- Soja (em grão): 12 480 toneladas
- Sorgo granífero (em grão): 360 toneladas
- Tangerina: 156 toneladas
- Tomate: 20 toneladas
- Trigo (em grão): 1 680 toneladas
- Uva: 27 toneladas

### Terras agrícolas e silvicultura
Lavras do Sul, no que diz respeito às terras agrícolas e segundo dados de 2005 do IBGE, possui ainda as seguintes características:
- 242 Tratores, que estão distribuídos em 171 estabelecimentos rurais;
- 9 132 Hectares de lavouras;
- 174 876 Hectares de pastagens naturais;
- 5 103 Hectares de matas e florestas;
- 418 Hectares de áreas irrigadas;

Na área da silvicultura, o município produziu 936 m³ de lenha (IBGE, 2005). A Aracruz Celulose mantém, em Lavras, uma área de plantação de eucaliptos para a exportação de madeira e celulose.

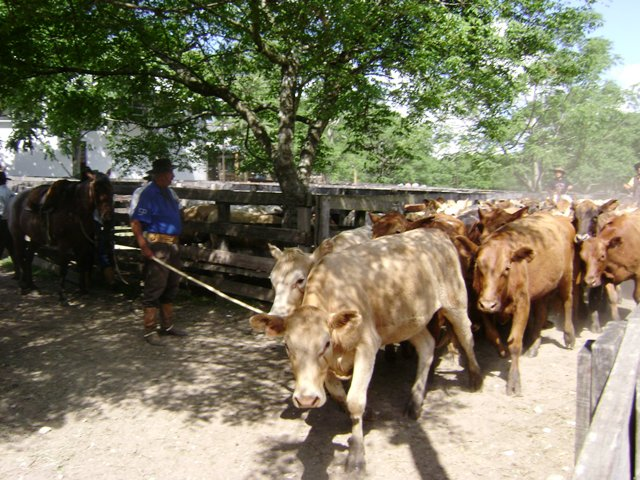
Lida do gado, no Sindicato Rural (Expolavras 2008)

### Dados econômicos
Número de empresas (2004):
- Unidades locais de agricultura, pecuária, silvicultura e exportação: 5 (pessoas ocupadas: 21)
- Indústrias de transformação: 8 (pessoas ocupadas: 9)
- Unidades de produção e distribuição de eletricidade, gás e água (pessoas ocupadas: 12)
- Unidades de construção: 3 (pessoas ocupadas: 3)
- Estabelecimentos comerciais: 187 (pessoas ocupadas: 286)
- Estabelecimentos de alojamento e alimentação: 20 (pessoas ocupadas: 28)
- Estabelecimentos de transporte, armazenagem e comunicações: 5 (pessoas ocupadas: 12)
- Estabelecimentos de intermediação financeira: 2
- Estabelecimentos de atividades imobiliárias, aluguéis e serviços as empresas: 19 (pessoas ocupadas: 42)
- Serviços de administração pública, defesa e seguridade social: 7 (pessoas ocupadas: 345)
- Serviços de Educação: 3
- Serviços de Saúde: 9
- Outros serviços: 35 (pessoas ocupadas: 40)

Arrecadação de tributos (1998)
- Federais = R$ 397.963,00
- Estaduais = R$ 285.862,38
- Municipais = R$ 202.942,78

Arrecadação de impostos em 2009 (de 1°/01 a 1°/06)
- R$ 7.815.000,00 (número aproximado).

Produto Interno Bruto (em US$)
- 1982: 14.872.026,00
- 1990: 21.139.399,00
- 1995: 33.056.421,00
- 2000: 24.203.342,00
- 2005: 28.750.747,52
- Valor adicionado na agropecuária (2004): R$ 76.321.000,00
- Valor adicionado na indústria (2002): R$ 88.777,00
- Valor adicionado nos serviços (2002): R$ 30.654.911,00

Em 2007, o PIB per capita de Lavras do Sul estava estimado em R$ 3.809,80. Este número é baseado no valor total de bens e serviços produzidos pelo Município naquele ano (R$ 30.916.492,15), dividido pelo número total de habitantes (8 115).

## Mineração e energia
O município de Lavras do Sul tem sua origem na extração do ouro. Nos séculos XVIII e XIX, exploradores europeus, canadenses e brasileiros de diversas regiões faziam a coleta das pepitas de ouro.
A região possui, embora dentro de seu subsolo e com baixa exploração, um grande potencial de recursos minerais. O ouro esgotou-se em meados dos anos 1980 e há algum tempo a mineração deixou de ser explorada. Porém, é comprovado que existem jazidas a serem exploradas em vários locais do subsolo do interior do município.
Minerais como o amianto, quartzo, pirita e talco e rochas como o granito, calcário, caulim, entre outros, podem ser encontrados no município.
A mineração em Lavras deu origem, ainda, ao padroeiro da cidade, Santo Antônio. Diz a lenda que uma das pepitas adquiridas às margens do Arroio Camaquã das Lavras apresentava em sua forma uma imagem de Santo Antônio.
Outra lenda que se propagou com relação a exploração aurífera em Lavras é a de que a Igreja Matriz de Santo Antônio, no centro, foi construída em cima de uma mina de ouro.
O ouro de Lavras do Sul pode ser associado ao granito rapakiwi, tipo de rocha ígnea, plutônica do pré-Cambriano (4600 a 630 milhões de anos).
A área de mineração de Lavras do Sul é de aproximadamente 60 km², tendo como locais mais importantes do desenvolvimento dessa atividade o Arroio do Jaques, São José da Itaoca, Vista Alegre, Cerrito e Volta Grande. Estes locais fazem parte da história da mineração no município.
Além disso, podemos citar diversas minas ao longo dessa área de mineração, a maioria desativadas ou com suas reservas auríferas esgotadas, tais como: Boa Vista, Bloco do Butiá, Umbu, Capororoca, do Castelhano, Guampa de Ferro, Lagoa Negra, Cerro do Tigre, Saraiva, Giloca, São José, Invernada da Cachoeira, Aurora, Dourada, Goiabeira, Saint Clément, Mato Feio, Lavadeiro, Chapéu de Ferro, Toca do Euzébio, do Rodeio, Cerro Rico, Merita, Sanga do Mata-Fome, Galeria do Monstro.
Lavras do Sul dispõe de uma ótima rede de energia elétrica, tanto urbana, como rural. Os blecautes (ou apagões) são difíceis de acontecer na cidade, o que garante energia por bastante tempo ao longo do ano.
Nas últimas décadas, a zona rural passou a receber as vantagens e confortos da eletricidade. Em 2005, a localidade da Meia Lua foi beneficiada com a instalação de eletrificação rural, através do programa Luz Para Todos, do Governo Federal, dando a oportunidade de melhor utilização de recursos agropecuários para 85 famílias da localidade.
Praticamente toda a sede municipal é iluminada com lâmpadas de mercúrio, que proporcionam boas condições de iluminação durante toda a noite, nas principais ruas.
O município de Lavras é atendido pela Companhia Estadual de Energia Elétrica (CEEE).

## Transportes

### Rodovias
Depois de várias décadas com o acesso rodoviário a Caçapava e Porto Alegre sendo feito exclusivamente por estradas de chão, somente em 1990 este acesso foi asfaltado, após muita luta dos governos locais em relação ao Executivo Estadual. Todavia, a ligação com Bagé (continuação da RS-357 e RST-473) permanece sem asfalto. O asfaltamento dessas rodovias é um antigo sonho lavrense, pois possibilitaria um acesso mais rápido e econômico, uma melhoria do escoamento da produção agropecuária e de mineração e, assim, uma melhoria das condições de vida e de uma melhor integração com essa cidade, distante 81 km de Lavras, que é o maior centro urbano da região da Campanha, com cerca de 120 mil habitantes.
Lavras possui mais de 1.000 km de vias municipais. Para a Capital, as vias de acesso rodoviário a cidade são a RS-357, BR-392 e BR-290. Há linhas de ônibus todos os dias para cidades da região (Caçapava do Sul, Bagé, Dom Pedrito, Santa Maria, Cachoeira do Sul), bem como para a Capital do Estado. A estação rodoviária localiza-se no início da avenida Coronel Galvão, e abre em horários alternados.
Para a ligação do centro com o Uruguai (denominação local para o lado da cidade separado do centro pelo arroio Camaquã das Lavras), existem três pontes, apesar de uma delas ser considerada oficialmente apenas como um acesso. A maior ponte liga a avenida Coronel Galvão (próximo a Rodoviária) e a avenida Nove de Maio. Esta última é considerada a entrada oficial da cidade, com três pistas de paralelepípedos, embora muitos veículos optem por entrar ou sair da cidade por um acesso estreito, a dois quilômetros da entrada principal. Esse acesso é um pequeno trecho de terra que passa junto ao cemitério; as duas entradas têm ligação com a RS-357.

#### RS-357
Pela direção e sentido que ela percorre, é considerada uma rodovia diagonal. Liga a zona urbana de Caçapava do Sul ao entroncamento com a RST-473 (em trecho de estrada de chão), passando pela sede municipal de Lavras do Sul. Sua extensão total é de 90 km (61 de asfalto e 29 por terra, em direção ao sul - Bagé). É a ligação fundamental de Lavras do Sul com o resto do Estado.
A rodovia é o principal acesso a Pedra do Segredo, um dos mais importantes pontos turísticos de Caçapava do Sul; percorre o Passo do Seival (uma depressão situada a cerca de 150 metros de altitude). A RS-357 corta altitudes que variam entre 440 e 130 metros.
Foi pavimentada em 1990, após muita luta dos lavrenses e caçapavanos junto ao Executivo Estadual. Apresenta um movimento tranquilo de veículos, sem a ocorrência de congestionamentos. É administrada pelo Departamento Autônomo de Estradas de Rodagem (DAER).

#### Outras rodovias importantes
- RST – 473: recebe a ligação de chão da RS-357, complementando o acesso de Lavras com o Bagé (42 km). Faz ligação também com São Gabriel;
- RS – 630: percorre a região do Fundo e se liga com as outras estradas principais e à sede municipal apenas por vias municipais; um dado importante: a RS-630 se torna intransitável, por causa do período mais intenso das chuvas, entre julho e agosto. Ela percorre o município na região do Segundo Distrito (Ibaré), ligando Dom Pedrito a São Gabriel, e é totalmente sem asfalto (de chão).
- Estradas municipais: acessos que fazem ligação com diversas localidades e vilas do território, todos de chão; o mais importante e com maior movimento é a estrada para Ibaré e São Gabriel.

### Demais meios de transporte
Hidrovias e aeroportos: Não há hidrovias, pelo fato de os rios e arroios serem pouco volumosos e apresentarem-se bastante encachoeirados e estreitos, sendo impróprios para a navegação. Em 1992, foi construído um pequeno aeroporto municipal, para aeronaves de pequeno porte, atualmente desativado.
Ferrovias: Há uma ferrovia em Lavras, que faz parte da antiga Linha Cacequi-Marítima, que liga Cacequi ao porto do Rio Grande. Até aos anos 1990, havia a circulação de trens de passageiros na linha. Hoje, apenas trens de carga utilizam essa ferrovia. Em Lavras, há três estações ferroviárias, inauguradas por volta de 1900, mas que estão atualmente desativadas: Ibaré, João Câncio e Três Estradas. O trecho ferroviário lavrense tem cerca de 60 km.
Ônibus e táxis: Não há linhas de transporte coletivo na zona urbana, apenas transporte escolar e periódico (como vans que ligam a Praça Licínio Cardoso à Expolavras, em meados de novembro). Existem cerca de 20 táxis na cidade, além de três pontos principais, na Praça Licinio Cardoso, na Praça das Bandeiras e na Cel. Galvão, próximo a Rodoviária.

## Comunicações
A televisão, juntamente com o rádio e, mais recentemente, a internet, são os meios de comunicação mais utilizados pelos lavrenses nos dias de hoje.

### Jornais
Ao longo do século XX, Lavras já teve diversos jornais em circulação, como O Garimpeiro, O Batovi, a Thesoura, O Lavrense, O Colibri e Quero-Quero. Nas últimas décadas do século XX, a cidade carecia de publicações próprias, o que fez com que as notícias sobre Lavras fossem publicadas em jornais de Caçapava do Sul. Recentemente, em 2007, três jornais eram publicados na cidade, mas, em meados de 2008, dois deles já saíram de circulação: Tribuna do Povo, que era o maior e circulava semanalmente, e City Bar, mensal, que estampava fotos de garotas da cidade, além de divulgar eventos e anúncios de empresas do município. Existe ainda a distribuição de importantes jornais da região e do Estado na cidade, como o Jornal de Caçapava, Diário de Santa Maria, Zero Hora, Correio do Povo e Jornal do Comércio. No ano de 2008, foi extinto o Diário de Lavras (diário e de formato pequeno, com piadas, horóscopo e outras informações, sempre com quatro páginas). Em abril de 2009, foi lançado o semanário Ronda Lavrense, pela jornalista Maria Julia Silveira, retomando assim a atividade jornalística no Município. Em fevereiro de 2017 é fundado no município, por Maurício Luongo, o Jornal Folha Lavrense, onde o informativo é distribuído gratuitamente na cidade e possui versão impressa e digital.

### Rádio
A cidade possui três rádios FM (101.7 FM, 104 FM e Pepita [89,7 MHz]).
A Rádio Pepita FM Ltda. lançou um site na internet no ano de 2008, e em 2012 passou a transmitir sua programação ao vivo ao vivo, e é a mais antiga – fundada há mais de 27 anos.

### Televisão
As emissoras aberta sintonizadas em Lavras são: RBS TV Santa Maria e SBT RS. TV por assinatura também se faz presente, através da Sky, Claro TV e Oi TV. Lavras passou a contar com sinais de televisão em meados dos anos 1970.

### Telefonia fixa
A empresa que provém, com exclusividade, serviços de telefonia fixa em Lavras do Sul é a Brasil Telecom. O código de área de Lavras é 55; Em 2006, estavam cadastrados 1 117 terminais telefônicos. A telefonia fixa existe na cidade desde os anos 1970. Com o grande avanço das telecomunicações ocorrido nas últimas décadas e a expansão do setor, hoje é possível fazer uma ligação telefônica de Lavras para qualquer lugar do mundo.

### Telefonia celular
O telefone celular é outro elemento muito popular e fundamental na cidade: até mesmo pessoas de baixa renda possuem pelo menos um celular habilitado, ainda que seja pré-pago. As operadoras de telefonia móvel em atividade no Município são a Vivo, Claro e TIM.

### Internet
A internet, em Lavras, pode ser acessada através de linha discada e banda larga, pelo provedor Farrapo, de Caçapava do Sul, ou por outros provedores. Um dos maiores fenômenos da comunicação lavrense nos últimos anos, sem dúvida, foi a popularização da internet.

### Correios
Há uma agência dos Correios na rua Dr. João Bulcão, fazendo com que a cidade conte com serviço postal interligado com o Brasil e o Mundo. O distrito do Ibaré também conta com uma agência.
Os Códigos de Endereçamento Postal (CEPs) do Município são:
- Lavras do Sul (sede municipal): 97.390-000
- Ibaré: 97.395-970

## Distância de Lavras a algumas cidades
- Caçapava do Sul - 61 km
- Bagé - 81 km
- São Gabriel - 98 km
- Dom Pedrito - 150 km
- Santa Maria - 157 km
- Júlio de Castilhos(Rio Grande do Sul) - 220  km
- Pelotas - 256 km
- Porto Alegre - 320 km

Há apenas um pequeno trecho ferroviário que passa pelo interior do município (no distrito de Ibaré, a 50 km da sede municipal). Em 1992, foi construído um pequeno aeroporto municipal, para aeronaves de pequeno porte, atualmente desativado. Não há linhas de transporte coletivo na zona urbana, apenas transporte escolar. O trânsito é tranqüilo, sem congestionamentos, apenas um razoável movimento nas vias centrais.

## Estatísticas gerais[8]
Em 1991, 64,95% dos estudantes lavrenses frequentavam a escola, número que subiu consideravelmente em 2000, alcançando o patamar de 86,32%. Em 1991, 81,64% da população era alfabetizada. Em 2000, este número chegou a 87,84%. Na atualidade, os indicadores educacionais do município são satisfatórios.
Nas décadas de 1980 e 1990, os brasileiros, sobretudo os de baixa renda, passaram a ter mais acesso a bens e produtos domésticos, de vestuário, alimentícios, móveis, eletrodomésticos e eletroeletrônicos. Lavras apresenta grande disponibilidade de compra e venda de produtos e serviços há mais de 20 anos. O acesso aos bens de consumo pela população de massa, porém, se consolidou nos anos 1990.
Em 2000, Lavras apresentava os seguintes índices sobre bens de consumo no total de domicílios:
- Banheiro e água encanada: 87,22%
- Carro: 33,83%
- Energia elétrica – com geladeira: 83,88%
- Energia elétrica – com televisor: 88,45%
- Energia elétrica: 92,74%
- Computador: 4,46% (em 2009, estima-se que mais de 10% das residências lavrenses possuam pelo menos um computador)

Segundo dados de 2000, 36,36% dos lavrenses possuem pelo menos três desses itens citados na lista em seu domicílio.
A coleta de lixo em Lavras chega para 94,67% dos domicílios em 2000, contra 86,84% em 1991.
As facilidades para o acesso a linhas de telefone fixo, oferecidas no final da década de 90, bem como as mudanças ocorridas no setor de telefonia fixa nesse período, foram os fatores determinantes para um aumento de quase 200% no índice de domicílios com um aparelho telefônico em Lavras (de 6,68% em 1991, para 17,25% no ano 2000). Possivelmente, em 2009, mais de 30% das residências lavrenses possuem telefone.
No ano 2000, 72,20% dos habitantes vivem em domicílios e terrenos próprios e quitados (totalmente pagos), e 14,29% dos lavrenses vivem em residências que apresentam uma densidade além de duas pessoas por dormitório.
A população urbana de Lavras do Sul apresenta mais de 5 mil habitantes em 2009 (mais de 60% do total). Em 2000, eram 4.828 habitantes e, em 1991, 4.812. Na zona rural, são menos de 3 mil em 2009; em 1991, 4.018 lavrenses vivam no campo, número que caiu para 3.281 pessoas em 2000.
A taxa de urbanização cresceu 9,25% de 1991 para 2000 (54,50% para 59,54%, respectivamente). A população de Lavras representa 0,08 do total do RS.
Em 2000, mais de 10% das mulheres de Lavras tornavam-se mães antes dos 20 anos de idade. Na atualidade, uma parcela considerável das mulheres lavrenses já teve filhos antes dos 30 anos. A expectativa de vida ultrapassa 70% na década de 2000 (70,67% para ser mais exato); em 1991, estimava-se que um lavrense, em média, pudesse viver um pouco mais de 65 anos. A taxa de fecundidade se mantém estável (2,8 filhos por mulher em 1991 e na virada do milênio).
A mortalidade infantil (mortes até 1 ano de idade por 1000 nascidos vivos) caiu de 31,2% em 91, para 19,8% em 2000. Em 2006, o índice caiu ainda mais: 10,87%. A queda acentuada nesses índices se dá pela melhoria das condições de saúde do município, da qualidade de vida dos moradores e da intensificação dos diversos programas de saúde.
Assim como a maior parte do Brasil, Lavras apresenta grande desigualdades de renda entre a sua população. Se em 1991, os 10% mais ricos da população lavrense concentravam 53,04% da renda apropriada, esse número, em 2000, caiu para 45,87%. Entretanto, é bom salientarmos que os 20% mais ricos detém, no ano 2000, 62,3% da renda total. Os 20% mais pobres tem apenas 3,2% da renda apropriada no ano 2000 (índice que, em 91, era ainda menor: 2,9%).
Os 80% mais pobres da população detinham, em 1991, 30,79% da renda. Em 2000, eram 37,71%.
A renda per capita média por habitante era, em 91, de R$ 199,00. Em 2000, chegou a R$ 232,70.

## Religião
Boa parte da população da cidade se declara católica, mas nos últimos verificou-se um enorme no crescimento município do número de protestantes do ramo pentecostal, principalmente das igreja do Evangelho Quadrangular, Igreja Assembleia de Deus, entre outras. Também há muitos espíritas kardecistas. O padroeiro da cidade é Santo Antônio, comemorado em 13 de junho (feriado municipal).
O principal templo religioso da cidade é a igreja Matriz de Santo Antônio, que foi erguida em um importante ponto antigo de mineração do ouro. Foi construída em estilo gótico no final do século XVIII e passou por sua última reforma em 1999. Atualmente, apresenta tons em azul e amarelo. Localiza-se junto à praça Licínio Cardoso, na esquina das ruas Santo Antônio e Pires Porto.
Representatividade das religiões em Lavras do Sul (por número de praticantes) - ano 2000:

## Saúde
A cidade dispõe de um hospital (Fundação Hospitalar Dr. Honor Teixeira da Costa, com 36 leitos) e alguns postos de saúde (um central, um periférico e um no Ibaré). O hospital tem uma estrutura básica para atendimento, porém precária, principalmente para casos mais graves, sendo necessária a transferência dos pacientes para municípios vizinhos ou até mesmo para Porto Alegre.
Entretanto, nos últimos anos a Prefeitura Municipal está realizando grandes melhorias nesta área, como a aquisição de novas ambulâncias. Além disso, há o trabalho comunitário por parte de agentes de saúde, que realizam assistência a gestantes, nutrição das crianças e saúde preventiva.
Não há a ocorrência de grandes epidemias, nem surtos de doenças. Todavia, no início de 2009, surgiu o temor da febre amarela, devido a casos registrados em municípios vizinhos. Felizmente, até abril de 2009, nenhum caso da doença foi registrado no Município. Há uma forte mobilização da comunidade e da Secretaria Municipal da Saúde, a fim de alertar a todos sobre os riscos desta doença, além de mantê-la longe do território lavrense e promover a vacinação geral da população.
Apesar das limitações do sistema de saúde, o fato da cidade ser tranquila, a população alimentar-se bem e não sofrer problemas de estresse faz do lavrense um indivíduo saudável. Lavras é uma cidade onde há uma grande quantidade de idosos: muitos chegam facilmente aos 75 anos de idade.
Em 2006, todas as crianças de até um ano de idade de Lavras do Sul foram vacinadas contra diversas doenças. Este número supera a média do Rio Grande do Sul, que é de 95,13%.
Lavras apresenta um significativo índice de partos realizados em mães menores de 25 anos. A qualidade de vida da grande maioria das crianças lavrense é bastante satisfatória.
Dados sobre saúde (IBGE, décadas de 1980, 1990 e 2000):
Índices de mortalidade por ocorrência (número de pessoas):
- 2000: 58
- 2001: 55
- 2002: 43

Mortalidade infantil no final do século XX (por mil nascidos vivos):
- 1989: 26,94
- 1990: 26,08
- 1994: 23,64
- 1998: 22,32

Em 2007, o coeficiente de Mortalidade Infantil era de 10,31 por mil nascidos vivos.

## Turismo, lazer e eventos
Lavras do Sul, ainda que tenha algumas dificuldades, apresenta um bom potencial turístico. A grande maioria dos turistas são oriundos de cidades vizinhas, do Interior do Estado ou, em números menores, porém significativos, pessoas vindas de Porto Alegre. Boa parte dos turistas possuem família na cidade, mas há uma grande movimentação de turistas da região, sobretudo nos meses de verão, para passarem as férias no Balneário do Paredão ou passar o Carnaval.

## Carnaval
Sem dúvida, o mais importante evento lavrense, capaz de mobilizar toda a comunidade. É considerado o maior carnaval da Região da Campanha e um dos maiores do Interior do Estado. A folia dura seis dias, da sexta-feira à Quarta-feira de Cinzas, sendo realizados diversos bailes infantis e adultos, sobretudo na Praça Licínio Cardoso e no Clube Comercial. Possui duas escolas de samba (Os Filhos do Sol é a mais representativa) e diversos blocos carnavalescos.
A partir do Ano Novo, durante o verão e até a Quarta-feira de Cinzas, são realizados mais de 100 eventos alusivos apenas a essa data na cidade. Os churrascos dos blocos no interior do município e o uso de camisetas dos blocos são duas tradições que não podem faltar no Carnaval lavrense.

## Cultura
A cultura gaúcha está muito presente nos hábitos e costumes de Lavras. O hábito de andar a cavalo, o consumo de carne de ovelha, a sesta após o almoço e os bailes do CTG Lanceiros do Batovi são alguns exemplos que ilustram esta afirmação. Além disso, o lavrense possui um sotaque característico que o diferencia de outras regiões do Estado, utilizando um "e" carregado (exemplo: "Eu sou 'dê' Lavras", "Tudo 'dê' bom para ti"). Esses fatos estão ligado à influência da colonização espanhola na região.
As atividades culturais teatrais, de cinema e artísticas acontecem esporadicamente, já que não há um local destinado a esses eventos. No início dos anos 2000, foram realizados eventos como a apresentação da peça "Rádio Esmeralda" e a exibição, na Praça Licínio Cardoso, do curta-metragem "Melancia e Coco Verde", produzido pela TVE-RS e totalmente rodado no município. O circo argentino Bremer passou pela cidade, em 2005, fazendo grande sucesso entre as crianças.[carece de fontes?]
O principal centro cultural da cidade é a Casa de Cultura José Néri da Silveira, que conta com museu, biblioteca e exposições com fotografias e objetos antigos que contam a história de Lavras.
Há constantes shows de artistas regionais nas casas noturnas da cidade, além da cidade ser local de estadia do grande poeta lavrense: Gujo Teixeira.
Lavras do Sul é a terra natal do ator da Rede Globo, Paulo José.

## Educação
Lavras do Sul possui 18 escolas de Ensino Fundamental e uma de Ensino Médio. Possui ainda algumas creches municipais, uma associação para crianças excepcionais (APAE) e um centro para menores carentes e de reforço escolar (CBEM). O trabalho de alfabetização com uma Primeira Série do Ensino Fundamental dividida em dois anos e está em atividade desde 1984.
Cerca de 89% da população lavrense é alfabetizada, sendo mais de 6 000 alfabetizados acima de 10 anos de idade.

## Segurança
Lavras é um município muito tranquilo e seguro. Até o início dos anos 90, Lavras do Sul era considerada a cidade mais bem policiada do Estado, com cerca de 1 policial militar para cada 17 pessoas.
No entanto, após decisão do governo estadual, grande parte do contingente policial foi realocado, o que acabou defasando o 6º RPMon (Regimento de Polícia Montada) que está estabelecido no município.

## Administração
Lavras conta com cerca de 6500 eleitores. O atual prefeito é Renan Delabary, do PP. Possui, na Câmara Municipal, nove vereadores.